# Vineri 13 (film din 1980)
Vineri 13 (în engleză Friday the 13th) este un film american horror independent din 1980 regizat de Sean S. Cunningham după un scenariu de Victor Miller. În rolurile principale sunt Betsy Palmer, Adrienne King, Harry Crosby și Kevin Bacon într-unul din primele sale roluri. Acțiunea se învârte în jurul unui grup de adolescenți care re-deschid o tabără abandonată, la câțiva ani după ce un băiat se înecase în lacul din apropiere. Unul câte unul, adolescenții cad pradă unui criminal misterios.
Vineri 13, inspirat de succesul peliculei Halloween de John Carpenter, a fost realizat cu un buget estimativ de 550.000$. Cu toate că a primit recenzii negative de la critici, a strâns peste 39,7 milioane de dolari la box office-ul american, devenind unul din cele mai profitabile filme slasher din istoria cinematografiei. Succesul său a dus la o serie de continuări, iar un remake se filmează momentan.

## Distribuție
- Betsy Palmer - Mrs. Voorhees
- Adrienne King - Alice
- Harry Crosby - Bill
- Jeannine Taylor - Marcie
- Laurie Bartram - Brenda
- Kevin Bacon - Jack
- Mark Nelson - Ned
- Robbi Morgan - Annie
- Peter Brouwer - Steve Christy
- Rex Everhart - The Truck Driver
- Ronn Carroll - Sgt. Tierney
- Walt Gorney - Crazy Ralph
- Willie Adams - Barry
- Debra S. Hayes - Claudette
- Sally Anne Golden - Sandy
- Ari Lehman - Jason

## Primire
Filmul a fost clasificat pe locul 31 în topul 100 Scariest Movie Moments realizat de Bravo.